# Wesselbach (Lenne)
Der Wesselbach ist ein linker Nebenfluss der Lenne in Nordrhein-Westfalen. Er ist namensgebend für den Hagener Stadtteil Wesselbach. 

## Geographie

### Verlauf
Der Wesselbach entspringt am Stoppelberg (378 m) auf dem Gebiet des Hagener Stadtteils Dahl. Er weist eine Länge von 2816 Metern auf und mündet in Hohenlimburg etwa 70 Meter unterhalb der Norwich-Brücke in die Lenne.

### Zuflüsse
- Dubbergbach (links)

## Geschichte
Der Wesselbach floss früher völlig frei bis zur Mündung in die Lenne, wurde aber später teilweise und ab der Wesselbachstraße 11 danach vollständig in Richtung Lenne verrohrt. Ausgehend durch das sich in Vorzeiten häufig verändernde Bachbett kann heute die Namensdeutung des Wortes Wessel, abstammend vom germ. wihsla, mit Wechsel, winden umschrieben werden.

## Hochwasser
In der Nacht vom 13. auf den 14. Juli 2021 kam es bei dem Hochwasser in West- und Mitteleuropa im Wesselbachtal wie auch im östlich gelegenen Nahmertal zu Überschwemmungen aufgrund anhaltenden Starkregens. 